# Avon-la-Pèze
Avon-la-Pèze és un municipi francès situat al departament de l'Aube i a la regió del Gran Est. L'any 2007 tenia 166 habitants.

## Demografia

### Població
El 2007 la població de fet d'Avon-la-Pèze era de 166 persones. Hi havia 64 famílies de les quals 12 eren unipersonals (4 homes vivint sols i 8 dones vivint soles), 24 parelles sense fills, 20 parelles amb fills i 8 famílies monoparentals amb fills.
La població ha evolucionat segons el següent gràfic:
Habitants censats

### Habitatges
El 2007 hi havia 85 habitatges, 64 eren l'habitatge principal de la família, 17 eren segones residències i 4 estaven desocupats. Tots els 84 habitatges eren cases. Dels 64 habitatges principals, 54 estaven ocupats pels seus propietaris, 9 estaven llogats i ocupats pels llogaters i 1 estava cedit a títol gratuït; 4 tenien dues cambres, 4 en tenien tres, 18 en tenien quatre i 38 en tenien cinc o més. 44 habitatges disposaven pel capbaix d'una plaça de pàrquing. A 28 habitatges hi havia un automòbil i a 35 n'hi havia dos o més.

### Piràmide de població
La piràmide de població per edats i sexe el 2009 era:
| Homes | Edats   | Dones |
| ----- | ------- | ----- |
| 0     | 95 o +  | 0     |
| 0     | 90 a 94 | 0     |
| 0     | 85 a 89 | 0     |
| 4     | 80 a 84 | 0     |
| 8     | 75 a 79 | 0     |
| 8     | 70 a 74 | 4     |
| 4     | 65 a 69 | 4     |
| 4     | 60 a 64 | 12    |
| 0     | 55 a 59 | 0     |
| 4     | 50 a 54 | 4     |
| 12    | 45 a 49 | 0     |
| 8     | 40 a 44 | 8     |
| 4     | 35 a 39 | 8     |
| 0     | 30 a 34 | 0     |
| 0     | 25 a 29 | 0     |
| 0     | 20 a 24 | 0     |
| 12    | 15 a 19 | 4     |
| 8     | 10 a 14 | 12    |
| 0     | 5 a 9   | 0     |
| 0     | 0 a 4   | 0     |

## Economia
El 2007 la població en edat de treballar era de 96 persones, 75 eren actives i 21 eren inactives. De les 75 persones actives 68 estaven ocupades (39 homes i 29 dones) i 7 estaven aturades (3 homes i 4 dones). De les 21 persones inactives 8 estaven jubilades, 7 estaven estudiant i 6 estaven classificades com a «altres inactius».

### Ingressos
El 2009 a Avon-la-Pèze hi havia 71 unitats fiscals que integraven 187,5 persones, la mediana anual d'ingressos fiscals per persona era de 18.463 €.

### Activitats econòmiques
Dels 5 establiments que hi havia el 2007, 1 era d'una empresa extractiva, 1 d'una empresa de construcció, 1 d'una empresa de comerç i reparació d'automòbils i 2 d'empreses de serveis.
L'únic servei als particulars que hi havia el 2009 era un electricista.
L'any 2000 a Avon-la-Pèze hi havia 12 explotacions agrícoles que ocupaven un total de 880 hectàrees.

## Poblacions més properes
El següent diagrama mostra les poblacions més properes.